# Nate Dusing
Nate Dusing (Estados Unidos, 25 de noviembre de 1978) es un nadador estadounidense retirado especializado en pruebas de estilo libre, donde consiguió ser campeón mundial en 2005 en los 4 x 100 metros estilo libre.

## Carrera deportiva
En el Campeonato Mundial de Natación de 2005 celebrado en Montreal ganó la medalla de oro en los relevos de 4 x 100 metros estilo libre, con un tiempo de 3:13.77 segundos que fue récord del mundo, por delante de Canadá (plata con 3:16.44 segundos) y Australia (bronce con 3:17.56 segundos).